# Trasformismo (politica)
Nel gergo parlamentare, il trasformismo indica una pratica politica che consiste nella sostituzione del processo fisiologico di alternanza tra maggioranza e opposizione per via elettorale con la cooptazione nella maggioranza di elementi dell'opposizione.
Nella storia della politica italiana il trasformismo emerse dopo il 1880 nel Regno d'Italia, come prassi comune ai gruppi parlamentari, di Destra e Sinistra, di variare le maggioranze in base a convergenze d'intenti su problemi circoscritti anziché su programmi politici a lungo termine. Il singolo parlamentare non era legato a un partito, per il semplice motivo che nell'Italia dell'Ottocento i partiti organizzati non esistevano. La candidatura alle elezioni era personale e ciò favoriva l'individualismo del singolo deputato. Il passaggio di un parlamentare da uno schieramento all'altro era segno della conclusione di una trattativa nella quale il deputato aveva mercanteggiato il proprio voto in cambio della soddisfazione di interessi privati. Durante il periodo in cui il trasformismo fu prassi politica, le maggioranze parlamentari che di volta in volta si costituirono, poggiarono su singole personalità politiche che, manovrando il costituirsi delle varie combinazioni di gruppi parlamentari, risultarono l'unico elemento di stabilità politica.
Nella politica moderna il termine trasformismo ha acquistato una connotazione prettamente negativa. Viene infatti attribuito: a) ad azioni chiaramente dettate dallo scopo di mantenere il potere o di rafforzare il proprio schieramento politico; b) alla consuetudine di evitare il confronto parlamentare e ricorrere a compromessi, clientelismi e sotterfugi politici, senza tenere conto dell'apparente incoerenza ideologica di certi connubi o consociazioni. Conseguenze negative in tal senso sono: la mancanza di scelta tra schieramenti che rappresentano interessi diversi e contrapposti; l'allontanamento del sistema politico dall'interesse collettivo (poiché il sistema politico obbedisce a logiche interne di proprio interesse, con spregio della responsabilità verso gli elettori) e, in ultimo ma non per ultimo, la dimostrazione di scarsa moralità da parte dei parlamentari agli occhi dei cittadini elettori.

## Antecedenti: ilMaraisfrancese

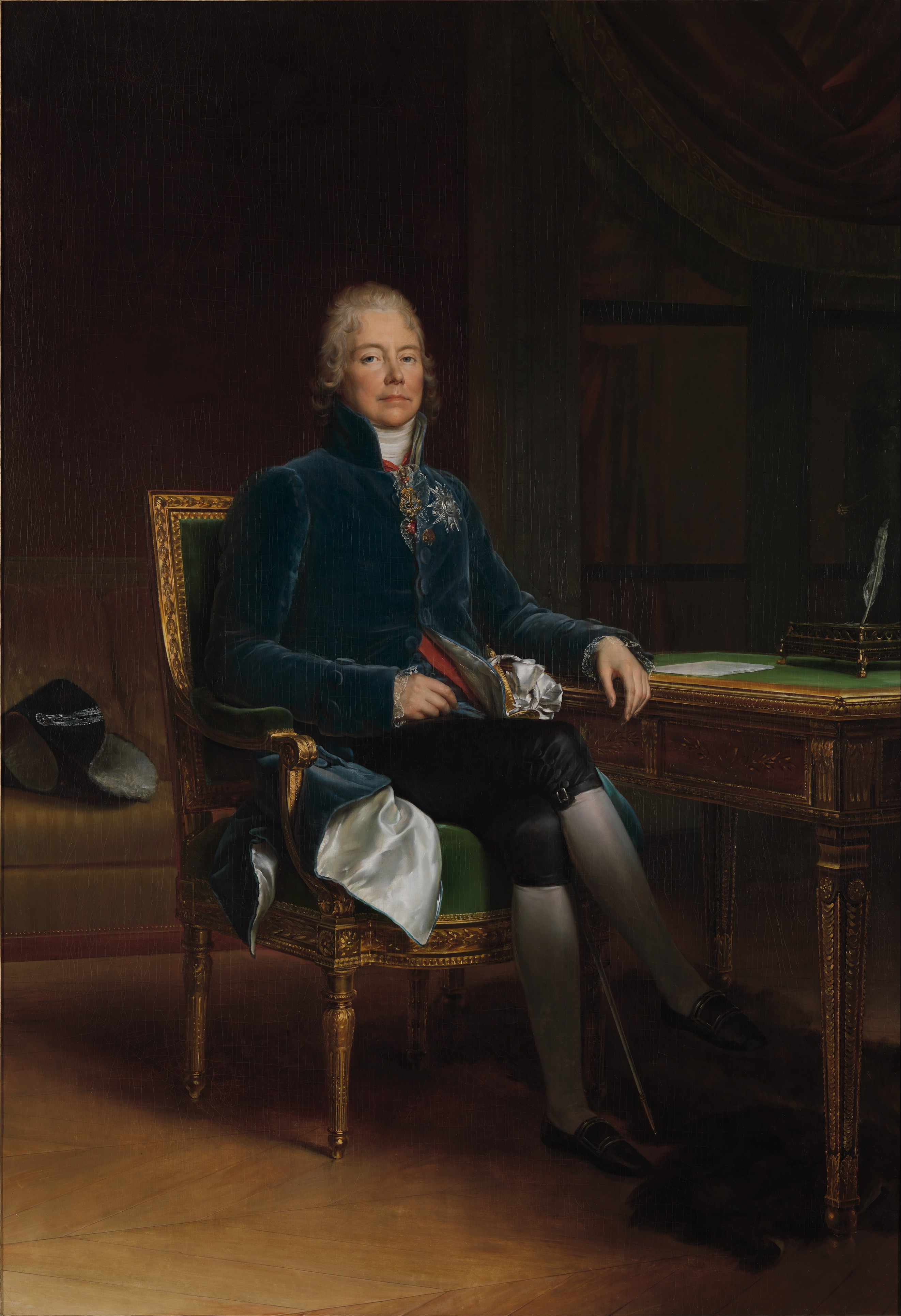
Il "camaleonte" per eccellenza, Talleyrand: passo dall'essere vescovo cattolico sotto l'Ancien Régime (sebbene libertino e senza vocazione) francese, a vescovo costituzionale scomunicato e rivoluzionario moderato, ebbe amanti e forse figli, si sposò (con un matrimonio non riconosciuto dalla Chiesa non avendo ottenuto la dispensa ma solo la riduzione allo stato laicale), fu monarchico e repubblicano, riparò all'estero durante il Regime del Terrore, tornando col Direttorio. Servì poi fedelmente Napoleone e l'Impero fino al 1814, quando divenne ministro di Luigi XVIII (fratello del re decapitato dalla rivoluzione, Luigi XVI) con la Restaurazione francese, e fu uno degli organizzatori del Congresso di Vienna con i vincitori di Napoleone. In punto di morte, rimossa la scomunica, ricordò al sacerdote che lo assisteva che lui era "un vescovo"

Il trasformismo trova un antecedente storico, anche se non nelle forme più propriamente note, durante la rivoluzione francese nel gruppo della Pianura (Plaine in francese), cioè il centro moderato della Convenzione del quadriennio 1792-1795. La Palude, come veniva chiamata in modo spregiativo, nacque dalle elezioni del 1792 che ridisegnarono la geografia politica della nuova assemblea. Essa appariva come il polo più numeroso, ma più eterogeneo e fluido rispetto alla sinistra montagnarda e al gruppo brissottiano (girondini). Le due ali estreme, tuttavia, non potevano prescindere dall'appoggio dei moderati della Palude, e in effetti fu solo grazie a essa che la sinistra poté trionfare sui girondini nel 1793, portando all'istituzione giacobina del Comitato di salute pubblica e alla stagione del Terrore. La Palude risultò poi la reale vincitrice degli eventi perigliosi di tale intervallo con la presa del potere dei Termidoriani (1794) a seguito della morte di Robespierre. In questo periodo si era mostrata, a tutti gli effetti, l'ago degli equilibri, eliminando dapprima la destra brissottiana, appoggiando poi la sinistra montagnarda, ma sempre esercitando una ferma influenza sulla parte politica che aveva il controllo dell'assemblea, tanto all'epoca della Convenzione, quanto poi della svolta costituzionale del 1795 (Direttorio).

### Trasformisti celebri in Francia
Famosi trasformisti o camaleontisti, che a volte finirono perfino a sostenere la seconda restaurazione, furono Talleyrand, Fouché, Tallien, Stanislas Fréron, Jacques-Louis David, Barras, Sieyès, Bertrand Barère (uno dei maggiori artefici delle leggi del regime del Terrore), Cambacérès (Console con Napoleone) e Lazare Carnot.
Nel XIX secolo anche i poeti, scrittori e politici Chateaubriand, Lamartine e Victor Hugo cambiarono diversi schieramenti durante la loro attività parlamentare.

## Nel Regno d'Italia
(Agostino Depretis, discorso tenuto a Stradella, 8 ottobre 1882)
Il termine «trasformismo» si diffuse a partire dal 1882, durante il quarto governo di Agostino Depretis. Il capo del governo, proveniente dalla Sinistra liberale, auspicò che gli esponenti più progressisti della Destra entrassero nell'orbita della Sinistra. Venne così a crearsi un nuovo schieramento centrista moderatamente riformatore, che frenava l'azione dell'Estrema sinistra.

### Precedenti: il "Connubio Rattazzi-Cavour"

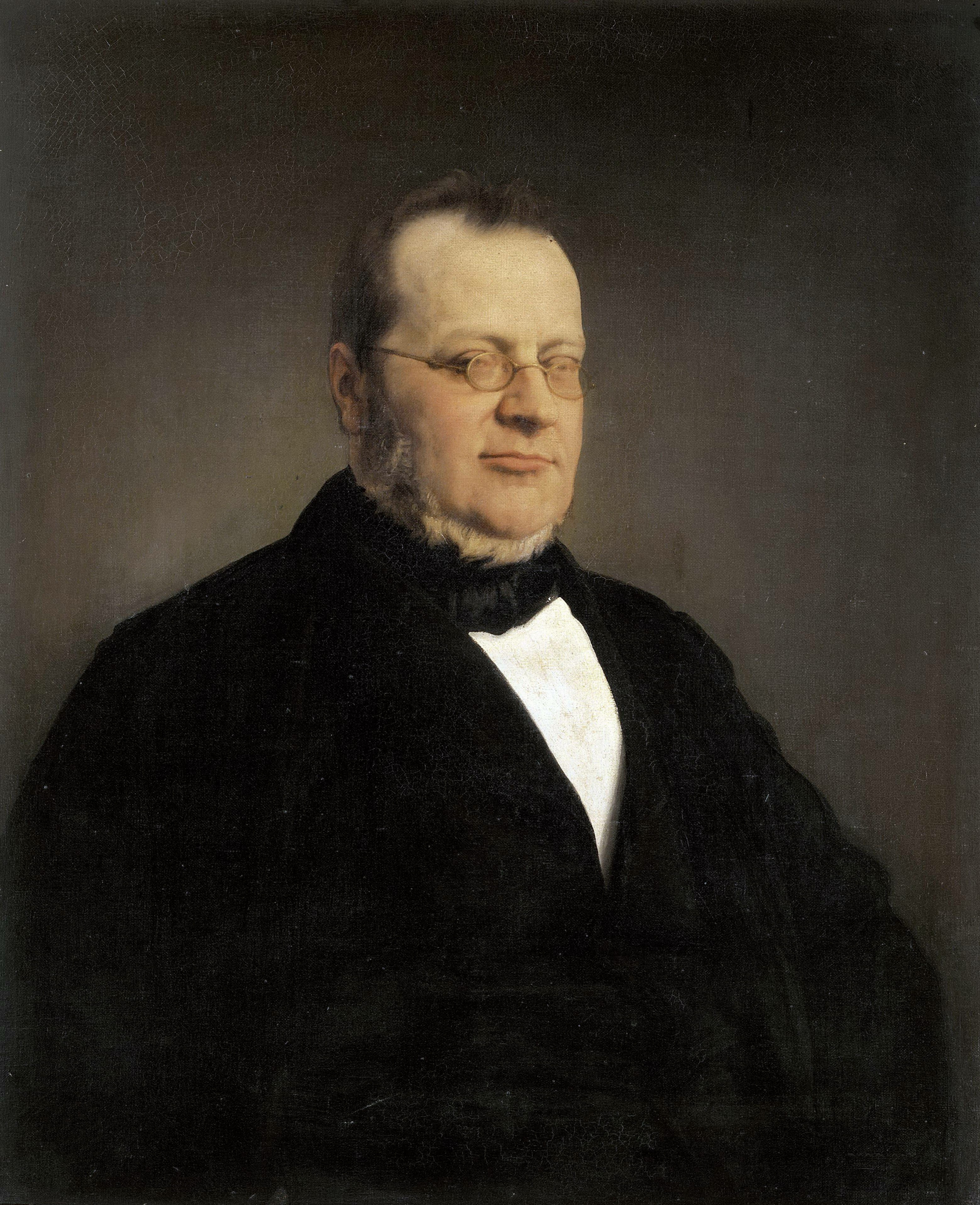
Camillo Benso, conte di Cavour

Alla base del fenomeno politico del trasformismo c'era una vera e propria tradizione italiana, manifestatasi inizialmente nel 1852 grazie all'alleanza parlamentare dell'ala più progressista dalla maggioranza cavouriana con la componente più moderata della Sinistra; tale accordo prese il nome di Connubio e fu organizzato dall'azione mediatrice di Cavour con lo scopo di potere trovare una più ampia maggioranza che fosse poi in grado di attuare sostanziali riforme del paese. Similmente, anche nelle camere subalpina e italiana vi erano state sensibili manovre parlamentari.
Il Connubio ebbe però connotati diversi rispetto al trasformismo di Depretis: non fu infatti caratterizzato dall'inclusione nello schieramento moderato di singoli parlamentari della parte politica avversa, bensì un'alleanza più o meno trasversale che non si risolse mai nell'assimilare completamente l'opposizione. Inoltre, il Connubio ebbe la particolarità di creare coesione fra singoli gruppi all'interno del paese e di alcune élite. Parallelamente al trasformismo però, il Connubio spostò l'asse politico verso l'area centrale e moderata, eliminando gli scontri con le ali estreme e la loro incisività nello scontro politico.

### Condizioni storico-politiche
Tra il 1861 e il 1876 il governo dell'Italia unitaria fu guidato dalla Destra storica. Durante questo lasso di tempo gli eredi politici di Cavour incentrarono la propria azione politica sul risanamento del bilancio economico (attraverso l'aumento della pressione fiscale e il corretto controllo della riscossione delle tasse), causando però un progressivo scollamento della politica dalla dimensione sociale; ciò permise all'opposizione - la Sinistra storica - di cavalcare l'onda del dissenso, soprattutto riguardo a provvedimenti altamente impopolari come per esempio l'imposta sul macinato. Inoltre la Destra non fu capace di risolvere completamente i problemi del Mezzogiorno. Gli unici provvedimenti adottati furono le alienazioni delle proprietà e la ricostituzione di un ceto borghese di grandi proprietari terrieri, incapace però di ridare slancio produttivo ed economico all'Italia meridionale; parallelamente la Destra non colse l'occasione di includere nel proprio progetto politico elementi di spicco della società civile meridionale, in primis le personalità legate al passato regime borbonico. Alle elezioni politiche del 1876 la Destra fu sconfitta, consegnando per la prima volta il governo del Paese alla Sinistra.
Secondo l'analisi di Benedetto Croce le condizioni che resero possibile il manifestarsi del trasformismo in Italia sono da rintracciare non soltanto nella debolezza strutturale che aveva portato la Destra storica al tracollo elettorale, bensì nella composizione del ceto parlamentare, che non rappresentava le classi sociali esistenti nel Paese, essendo composto unicamente dalla grande borghesia e dal notabilato. Non era possibile distinguere nitidamente la Sinistra dalla Destra; i due schieramenti maggiori non corrispondevano alla comune distinzione fra "Progressisti" e "Conservatori". Per Croce le differenze maggiori erano evidenti soltanto in merito a questioni particolari, generalmente in relazione con la posizione politica del singolo parlamentare, e non del raggruppamento di cui faceva parte.

### I governi Depretis

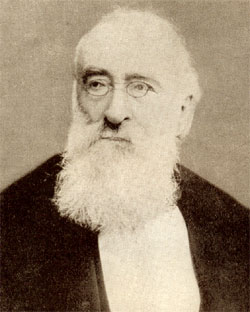
Agostino Depretis

Il 25 marzo 1876 si insediò il primo governo della Sinistra storica, formato da Agostino Depretis. Il governo nacque debole, essendo composto da esponenti provenienti unicamente dalle forze di Sinistra. Il nuovo presidente del Consiglio diede una dimostrazione della propria abilità politica riuscendo ad acquisire l'appoggio di alcuni elementi di Destra, cui promise la cancellazione del progetto di nazionalizzazione delle ferrovie, argomento che aveva creato polemiche interne allo schieramento moderato. Tale provvedimento tuttavia spaccò al suo interno il raggruppamento di Sinistra. La conseguenza obbligata furono le elezioni, indette per il 5 novembre 1876, che confermarono Depretis come leader della maggioranza. Alla formazione del nuovo governo contribuì l'ingresso di organi e clientele di potere nello schieramento di Sinistra, come per esempio le grandi industrie e, all'estremo opposto, il re Vittorio Emanuele II, che si augurava di potere ampliare la spesa pubblica per l'esercito. Depretis aprì un lungo ciclo che durò fino al luglio 1887, interrotto solo da due brevi governi di Benedetto Cairoli (marzo-dicembre 1878 e luglio 1879 - maggio 1881).

#### La politica trasformista di Depretis
In opposizione al modello politico della Destra storica la Sinistra di Depretis riuscì a organizzare le proprie politiche in modo tale da includere al proprio interno il dissenso popolare nei confronti dell'operato della Destra, le nostalgie borboniche dell'elettorato del sud e le diverse componenti dei ceti più produttivi del paese.
Concessioni alla Sinistra
Agostino Depretis, ex membro della Giovine Italia e massone, aveva frequentato numerosi protagonisti delle lotte risorgimentali. Per il loro carattere rivoluzionario e anti-sistemico gli elementi più estremi erano sempre rimasti fuori dal Parlamento. Uno degli scopi che si prefisse il primo ministro fu quello di integrare tali protagonisti nell'arena parlamentare. L'azione riuscì pienamente, anche perché a quell'epoca i membri del Parlamento appartenevano in larga maggioranza al medesimo ceto sociale, ovvero a quello borghese.
Concessioni alla Destra
La politica del Depretis si sforzò di includere nelle proprie schiere elementi quanto più vicini alla propria politica sotto il profilo del moderatismo, a prescindere dall'appartenenza o meno a uno schieramento alleato oppure d'opposizione. Le esigenze politiche di Depretis si conciliarono con il desiderio di una parte della Destra Storica di tornare a coprire incarichi di potere. Esemplare fu in questo senso il progressivo distaccarsi dalla Destra storica di esponenti politici che cercavano posizioni di prestigio nel governo, come per esempio Cesare Correnti, che collaborò a lungo con Depretis, oppure Marco Minghetti, cavouriano che nel 1883 si allineò con la maggioranza,.
Esistono vari riscontri di questa pratica nella letteratura dell'epoca. Federico De Roberto, per esempio, nel suo romanzo L'Imperio esordisce con la descrizione di una seduta storica, certamente la più nota e drammatica della XV legislatura del Regno d'Italia: quella del 19 maggio 1883 in cui Depretis (nel romanzo, Milesio) ottiene un clamoroso voto di fiducia grazie a Minghetti (nel romanzo, Griglia) e alla Destra.
Nel periodo dal 1876 al 1881 Depretis ampliò la sua base elettorale attraverso la realizzazione di una vera e propria riforma elettorale. Tale allargamento era funzionale alla creazione di nuove maggioranze in Parlamento; esso fu dettato dalla necessità di allargare e conciliare maggioranze parlamentari via via più esigue.
L'inclusione degli esponenti più radicali già protagonisti delle lotte risorgimentali nell'alveo parlamentare e l'allargamento della base elettorale furono i cardini della politica trasformista di Depretis.
Agostino Depretis morì in carica, il 29 luglio 1887.

### Il governo Crispi

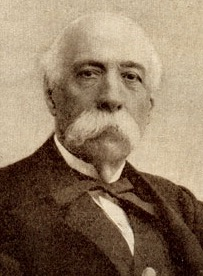
Francesco Crispi

Il successore di Depretis fu Francesco Crispi, anch'egli esponente della Sinistra storica, già Presidente della Camera nel 1876. Fino al 1886 Crispi appartenne a un gruppo di esponenti di Sinistra che si oppose a Depretis. Ma quando Depretis, qualche mese prima della morte, gli propose la carica di Ministro dell'interno nel suo ottavo governo, Crispi accettò. Egli effettuò un cambio di schieramento politico, passando direttamente dalla Pentarchia alla collaborazione con l'ex avversario.
Similmente a quanto fu messo in atto dal suo predecessore, Crispi proseguì quella che era diventata oramai una prassi all'interno del Parlamento. Rappresentante della nuova borghesia italiana, Crispi si dimostrò ampiamente trasformista, riuscendo a conciliare di volta in volta gli interessi delle clientele più influenti all'interno del parlamento. La fusione delle diverse esigenze utilitaristiche avvenne nel primo anno di governo, quando nel 1887 fu approvata una particolare tariffa, la quale innalzò i dazi protettivi applicati ad alcuni prodotti importati e a gran parte delle merci che l'industria nazionale poteva produrre autonomamente. Attraverso l'introduzione di questa nuova imposta protezionista, Francesco Crispi riuscì ad allineare assieme gli interessi delle antiche oligarchie agricole d'origine risorgimentale, le società industriali protezioniste e i proprietari terrieri più conservatori. Il processo d'unificazione attuato attraverso la politica protezionista del Crispi mise in correlazione le clientele a livello locale e i gruppi di potere regionali, che si saldarono definitivamente con gli interessi generali a livello nazionale.
Episodio paradigmatico della commistione trasformista tra il mondo degli affari e la maggioranza parlamentare di Crispi fu la nomina di ben ottantaquattro nuovi senatori, avvenuta durante il periodo di crisi finanziaria e di scandali bancari che fece ombra alla parte finale dei nove anni di predominanza crispina. La gran parte dei nominati apparteneva alla nobiltà, e fra questi spiccavano tre grandi industriali dell'epoca (Vincenzo Breda, Pietro Bastogi e Luigi Orlando). L'esperienza politica del governo di Francesco Crispi evidenziò inoltre una netta dicotomia - assimilabile anch'essa al trasformismo - oscillando di volta in volta fra l'anticlericalismo e la riconciliazione tra Stato e Chiesa, tra il pacifismo e l'interventismo imperialista, tra il liberalismo e l'autoritarismo.

#### Malcostume politico e primo governo Giolitti
Il fenomeno del trasformismo, iniziato con Depretis e proseguito con Crispi, fu foriero di una serie di manifestazioni di immoralità e clientelismo fra i parlamentari, le quali culminarono più d'una volta in scandali e processi che impressionarono l'opinione pubblica e alimentarono il discredito popolare nei confronti delle istituzioni.
È d'esempio la vicenda che vide coinvolto il deputato Filippo Cavallini, che sfruttò il mandato parlamentare per allacciare strette relazioni con numerosi colleghi, a prescindere dalle distanze politiche che lo dividevano da costoro; Cavallini fece da tramite fra i gruppi di potere della finanza, dell'industria e della politica procurando denaro, senza tuttavia riaverlo indietro, a imprese e personalità pubbliche. Quando le sue vicende divennero note al pubblico a causa del fallimento di un istituto di credito di Como, a Cavallini furono attribuiti dei legami diretti con lo stesso Francesco Crispi, accusato tra l'altro di essere il responsabile della reiterata impunità del deputato.
In questo contesto si inserì la prima, nonché breve, esperienza al governo del liberale Giovanni Giolitti, che costituì un governo di Destra il 15 maggio 1892 dopo la prima, grande crisi del governo Crispi. Nonostante il cambio di maggioranza, la pratica del trasformismo proseguì, senza soluzione di continuità con la precedente maggioranza di Sinistra. Ne furono testimonianza evidente l'ormai consolidata pratica della cooptazione di personalità influenti a livello economico, come per esempio la nomina a Senatore del Regno di Bernardo Tanlongo, governatore della Banca Romana che già era stato coinvolto in alcuni episodi di corruzione di uomini politici e che fu poi consigliere finanziario di numerosi Presidenti del Consiglio e cardinali.
Il 15 dicembre 1893 il governo Giolitti I cadde a causa dell'emergere del suo coinvolgimento nello scandalo della Banca Romana; il crollo dell'istituto evidenziò in modo inequivocabile la prassi consolidata, fra politica e mondo della finanza, fatta di relazioni di mutuo interesse trasversali rispetto agli schieramenti politici.

### Il periodo giolittiano

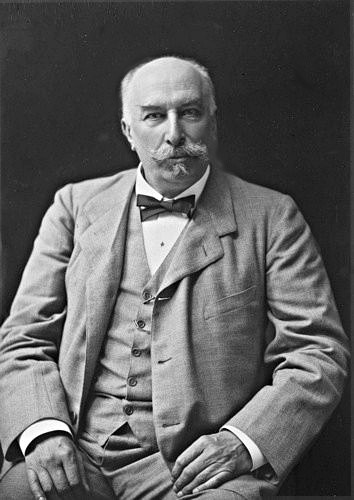
Giovanni Giolitti

Giolitti fu di nuovo capo del governo nel 1903, rimanendo al vertice dell'esecutivo quasi ininterrottamente fino al marzo 1914. Durante questo periodo fu il dominus della politica italiana. La sua azione politica fu volta a smussare le divergenze fra l'ala conservatrice e quella fortemente progressista. In un periodo, i primi anni del Novecento, caratterizzato da forti turbolenze sociali, con gli scioperi dei lavoratori salariati e le mobilitazioni di piazza, accompagnate dalla pressante richiesta di riforme quanto più democratiche, Giolitti tentò di incanalare queste forze centrifughe in una forma di governo aperta alle loro istanze; ciò si espresse in una politica parzialmente innovatrice di continuo compromesso fra le differenti correnti politiche presenti in parlamento. Essa trovò inizialmente l'opposizione tanto delle frange più conservatrici quanto di quelle di Sinistra, mentre ricevette l'appoggio degli esponenti riformisti.
Concessioni alla Sinistra
L'azione di Giolitti mirava a integrare politiche conservatrici nell'ambito delle politiche di Sinistra, in modo tale da frenare le spinte centrifughe di socialisti, repubblicani (all'epoca collocati a sinistra) e radicali. Il tentativo di convergenza fra forze relativamente divergenti fu intrapreso dapprima cercando un'intesa con l'ala riformista del movimento socialista: nell'ottobre del 1903 Giolitti cercò d'integrare nel proprio ministero il socialista Filippo Turati, che tuttavia non partecipò al governo giolittiano e restò all'opposizione; analogamente, il medesimo tentativo fu effettuato nel 1911 con Leonida Bissolati, che a sua volta rifiutò l'incarico offerto. Nonostante tali fallimenti il governo riuscì a portare avanti la propria attività e a mantenere una maggioranza sufficiente grazie al contributo di alcuni esponenti radicali e di gruppi parlamentari di minoranza della Sinistra - vicini ai socialisti - disposti a offrire il proprio appoggio al governo. Altra manovra del Giolitti fu quella di concedere il suffragio universale maschile, con l'intento nuovamente di integrare i socialisti riformisti nell'opera di governo - cosa che in parte riuscì grazie all'ottenimento dell'appoggio del P.S.I. in vista della ripresa del progetto coloniale in Libia.
Concessioni alla Destra
Giolitti adottò provvedimenti volti all'aumento della base elettorale. L'azione di Giolitti apparve speculare a quella condotta a suo tempo da Depretis. Per Giolitti il fine era intercettare i voti dei cattolici (che, a causa del Non expedit di Pio IX si astenevano in tutte le consultazioni elettorali) e convogliarli verso gli esponenti della Destra. A questo scopo impresse al suo governo una linea di non ostilità con la Santa Sede. I suoi sforzi furono coronati da successo: le elezioni del 1904 videro per la prima volta una partecipazione massiccia dei cattolici.

La partecipazione alle elezioni dei cattolici e il loro appoggio ai liberali fu confermata e accresciuta in occasione delle elezioni del 1909. In vista delle elezioni del 1913 Giovanni Giolitti consentì a esponenti liberali di stringere un accordo elettorale con l'associazione che riuniva i cattolici impegnati in politica, guidata dal conte Vincenzo Ottorino Gentiloni (che prese il nome di «Patto Gentiloni»). In base al Patto, che ottenne il benestare della Chiesa, furono selezionati dei candidati liberali graditi alla base cattolica. Alle elezioni i cattolici indirizzarono i loro voti su di essi.
Come scrisse Benedetto Croce la politica giolittiana ebbe un chiaro carattere trasformista, anche se tale giudizio è totalmente privo di qualsiasi connotazione negativa; infatti per il filosofo idealista nel periodo storico nel quale Giolitti fu al governo si ebbe un progressivo attenuarsi dell'antitesi fra conservatori e rivoluzionari e di conseguenza l'unificarsi delle due tendenze, ovviamente libere da qualsiasi spinta estremista. In breve, Croce riconosce al metodo politico giolittiano la capacità d'avere conservato il potere dello Stato e la stabilità sociale pur compiendo un'azione riformista circa i nuovi bisogni della nazione. Più negativo è invece il giudizio di Gaetano Salvemini. Tralasciando le critiche alla politica di Giolitti nei confronti del meridione d'Italia, è da sottolineare come, per lo storico e politico meridionalista, il senso del trasformismo giolittiano fu il volere perseguire attraverso i politici democratici, repubblicani e riformisti, un'azione di governo prettamente conservatrice; per Salvemini tale programma si attuò convincendo singoli parlamentari attraverso lusinghe individuali (nomine senatorie), oppure politiche, attuando riforme che, stando al giudizio di Salvemini, accontentavano le pretese politiche dell'ala riformista senza danneggiare direttamente le basi dello Stato (riforma del suffragio, leggi sociali).
Lo stesso Gabriele D'Annunzio, antigiolittiano, fu eletto a destra per passare immediatamente all'estrema sinistra dichiarando "vado verso la vita".

## Fascismo
Benito Mussolini fu un noto trasformista, in gioventù fu anarchico, poi socialista e marxista; nel 1914 in pochi mesi passò dall'essere socialista massimalista, internazionalista, antimilitarista e neutralista, ad un acceso interventismo e nazionalismo socialisteggiante, fino alla fondazione del fascismo. Diversi esponenti del fascismo, anche di primo piano, ne divennero a loro volta oppositori, mutando rapidamente campo: ad esempio Dino Grandi, Pietro Badoglio, Curzio Malaparte.

## Il trasformismo moderno in Italia

### Prima Repubblica
Già da tempo la vita politica italiana ha vissuto fenomeni di trasformismo, come per esempio lo slittamento al centro del Partito Socialista Italiano, avvenuto molto tempo prima della crisi del 1992. Sul finire della Prima Repubblica, la trasformazione politica dei partiti è culminata con la progressiva perdita delle classiche discriminanti fra la Democrazia Cristiana e il Partito Comunista Italiano, venute meno in virtù degli sconvolgimenti politici nazionali, come la vicenda di Mani pulite, e internazionali, come la caduta del muro di Berlino; il primo e più rapido a trasformarsi è il PCI, che il 3 febbraio 1991 si scioglie, riaggregandosi nel nuovo Partito Democratico della Sinistra, passando dall'ideologia comunista al socialismo democratico e alla socialdemocrazia. Allo stesso modo degli ex-PCI, personalità eminenti dei partiti laici come Giorgio La Malfa e Mariotto Segni costituiscono una piccola coalizione denominata Alleanza Democratica. La dialettica politica scade, perdendo di pregnanza ideologica: le posizioni politiche divengono sempre più trasversali, le alleanze si fondano e si sciolgono facilmente, le coalizioni politiche si rivelano fragili, sempre soggette al ricatto di singoli individui politici - o talvolta di gruppi più numerosi.

### Seconda Repubblica
Nella Seconda Repubblica il trasformismo è rimasto la costante più radicata nella politica italiana, accentuando tuttavia le proprie caratteristiche in una evoluzione su più larga scala, capace di stravolgere non più un solo partito o un'intera classe sociale, bensì il sistema politico nella sua interezza. Secondo lo storico britannico Perry Anderson, la classe politica italiana, alla luce dello scandalo di Tangentopoli, non è stata in grado di rinnovarsi con il passaggio dalla Prima Repubblica alla Seconda, non è riuscita a invertire la tendenza alla corruttela e al malcostume politico, trasformando sé stessa e i suoi propositi d'evoluzione nella propria nemesi.
Nel 1993, circa un anno prima delle elezioni politiche del 1994 che segnarono la fine della Prima Repubblica, in un suo articolo pubblicato sulle pagine del Corriere della Sera il giornalista Ernesto Galli della Loggia ha definito la stessa nascita della Seconda Repubblica, sviluppatasi sulle ceneri della Prima, come una sorta di rivoluzione passiva (concetto teorizzato da Gramsci e che comprende fra i suoi fattori di sviluppo la presenza di fenomeni trasformistici nello scenario politico) poiché sviluppatasi con chiari connotati trasformistici: il vecchio e il nuovo, i "vincitori" e i "vinti" della politica italiana si sono ben mescolati durante il ricambio politico tra la Prima e la Seconda Repubblica, garantendo continuità al sistema stesso.
Benché spesso deprecato nel caso di politici in carica, specie dai partiti comunisti e populisti, esso non è vietato poiché secondo la Costituzione della Repubblica Italiana, di ispirazione liberaldemocratica, il parlamentare non deve rendere conto al partito che lo ha candidato o all'elettore che lo ha votato, ma a tutta la Nazione, in piena coscienza (è invece reato di corruzione il trasformismo attuato in cambio di denaro).
(Articolo 67)
Tra i politici italiani più trasformisti dell'epoca moderna, un nome degno di nota è senza dubbio quello di Clemente Mastella, il quale, dal suo ingresso in politica negli anni settanta, pur rimanendo sempre schierato ideologicamente su posizioni centriste, ha militato in numerosi partiti ed ha sostenuto più volte sia le coalizioni di centro-destra che quelle di centro-sinistra. Alcuni politici, oltre ad ammettere il proprio trasformismo, lo hanno di fatto reso un loro tratto caratteristico. Uno di essi è Vittorio Sgarbi, che si è definito «il più grande trasformista d'Italia» e negli anni ha preso parte a più di dieci movimenti, alcuni anche opposti ideologicamente (dal PLI, all'MSI, alla DC, al PCI ecc.), ed è passato anche da opinioni cattoliche ad anti-clericali e viceversa in maniera repentina.

## Analisi ed effetti del trasformismo

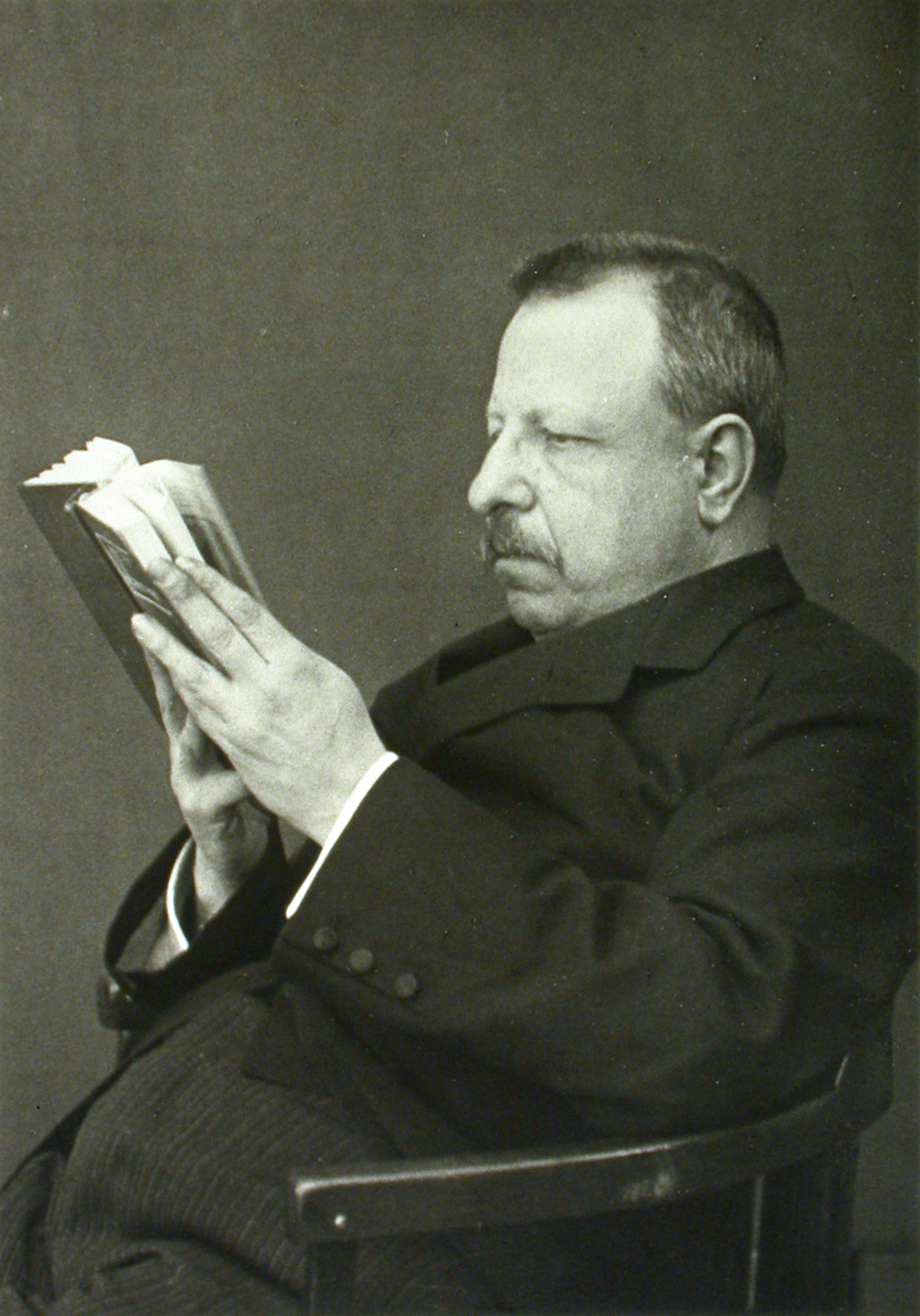
Benedetto Croce

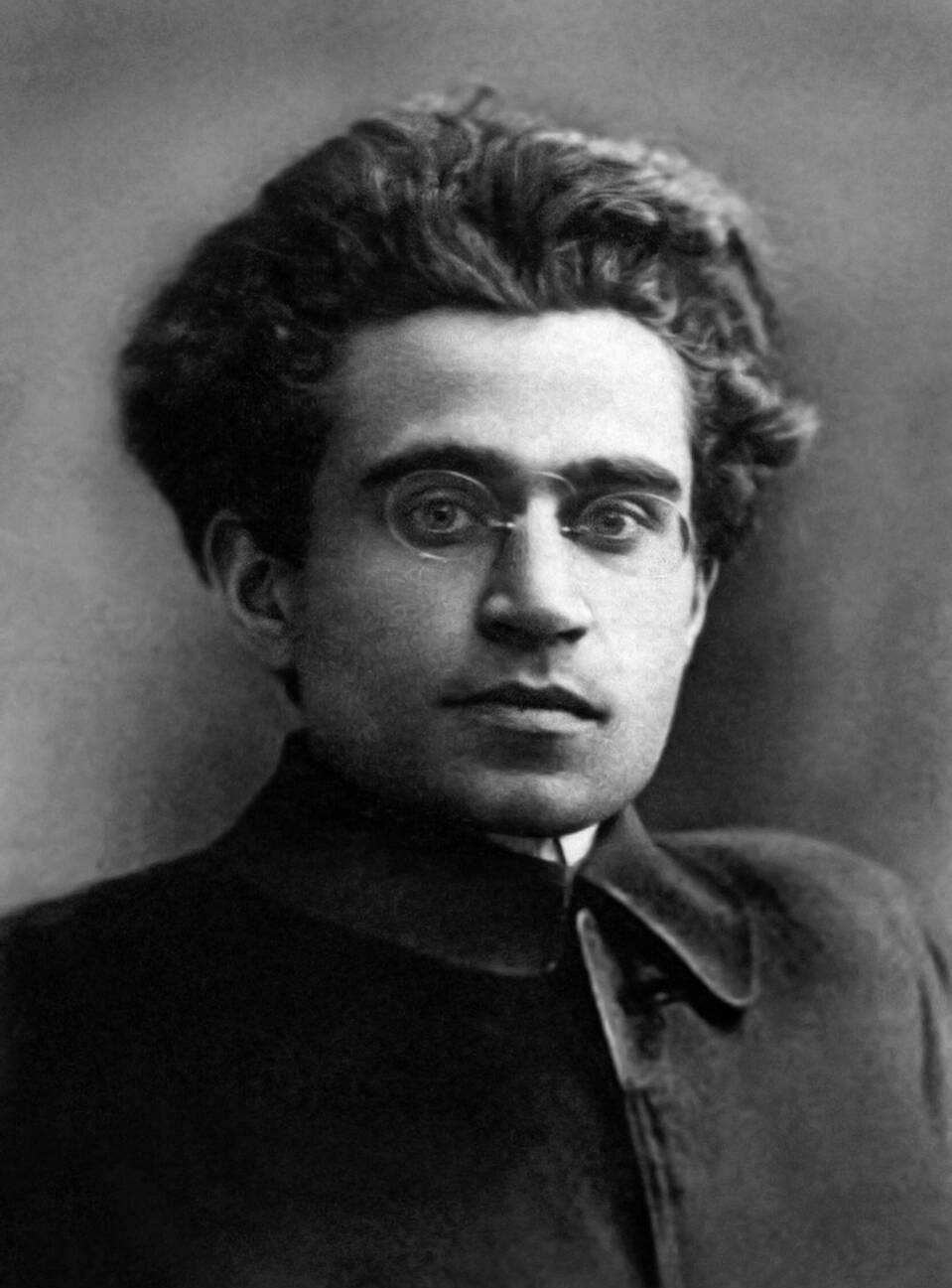
Antonio Gramsci

Il manifestarsi del trasformismo in ambito prettamente politico coincide, generalmente, con lo svuotarsi di significato dello scontro politico e delle stesse istanze ideologiche alla base dei diversi movimenti politici.
Per esempio, con il costituirsi del governo Depretis I, da più parti si profilava il timore dell'arrivo al potere di un gruppo dirigente altamente pericoloso, poiché avverso alle dinamiche politiche dei suoi predecessori - Cavour in primis. Invece, grazie alla cooptazione di clientele e gruppi dominanti, grazie all'inserimento degli elementi più estremi nelle strutture governative, grazie all'assorbimento di elementi moderati delle altre parti politiche, le stesse radici democratiche e repubblicane alla base del pensiero politico della Sinistra vennero meno, diventando sovrastrutture retoriche prive di un corrispettivo nell'azione di governo, che invece si spostava sempre più su posizioni centriste, moderate e conservatrici.
Nonostante alcune azioni riformatrici della Sinistra come per esempio l'allargamento del suffragio e la riforma dell'istruzione, di fatto il trasformismo di Depretis immobilizzò lo scontro politico italiano e lo scambio dialettico divenne sempre più una sorta di scambio di favori e clientele fra le diverse parti del Grande Centro. Fulcro di questi scambi era sempre il capo del governo, che provvedeva a mediare e armonizzare le parti, a scapito di una più chiara e trasparente vita politica.
Diversa è l'analisi storico-politica che ne fa Benedetto Croce, il quale ritiene fisiologico il trasformismo per l'evoluzione del parlamentarismo moderno; considerando la mancanza di schieramenti politici o propriamente riformatori o propriamente conservatori, per lo storico l'avvicinarsi di alcuni membri della Destra attorno al polo di Sinistra fu il sintomo evidente che il processo parlamentare italiano si stava sviluppando correttamente.
Inoltre Croce si discosta dal giudizio negativo che molti storici hanno formulato in merito al trasformismo di Depretis, puntualizzando come l'opera di avvicinare alcuni membri dello schieramento opposto non fosse affatto un'azione politica moralmente deplorevole, bensì una dimostrazione di pragmatismo: attraverso la pratica del trasformarsi, fu possibile trovare convergenze comuni in merito a delle singole questioni che difficilmente potevano essere contestualizzate nei programmi propriamente di Destra o di Sinistra.
Antonio Gramsci inserisce invece il concetto di trasformismo nella più ampia e vasta analisi della rivoluzione passiva, ovvero quel fenomeno, teorizzato dallo stesso filosofo marxista, secondo cui gli sconvolgimenti politici, sociali, culturali e storici avvengono senza il coinvolgimento delle grandi masse popolari, e che a suo giudizio si era manifestato fin dall'Unità d'Italia; il trasformismo viene associato al Cesarismo come mezzo attraverso il quale si effettua la Rivoluzione passiva, poiché consente di assimilare in un grande partito i potenziali leader delle classi subalterne. Per analogia, secondo Gramsci il trasformismo riesce a impedire lo sviluppo di idee potenzialmente pericolose per il sistema politico, evitando la formazione di un'opposizione organica - specialmente da parte del proletariato, delle classi meno abbienti - in grado di inserirsi nella lotta politica.
Il trasformismo, iniziato con Depretis, continuò con i governi di Giovanni Giolitti, assumendo sempre più una connotazione negativa, in quanto strettamente legato a fenomeni di corruzione, degrado morale e scarso coinvolgimento dell'opinione pubblica nella vita politica del Paese; quest'ultima connotazione coincide con la progressiva eliminazione del modello bipartitico in luogo del trasformismo, che tende a rendere la politica eccessivamente omogenea.
Si può ritenere dunque che il trasformismo sia sempre stato una costante della storia della democrazia italiana, che negli anni 1980 ha preso la configurazione di consociativismo.
Il ritorno a un modello bipolare e tendenzialmente bipartitico nella Seconda Repubblica non ha tuttavia posto fine alle pratiche trasformistiche, che sono facilitate dall'assenza di contrapposizioni ideologiche e divergenze di programma politico, che fanno sembrare un cambio di appartenenza politica meno incoerente e più accettabile dal punto di vista etico.

Un aspetto caratteristico delle pratiche trasformistiche è la personalizzazione dello scontro politico, per la quale un cambio di partito più che essere dovuto a nuove idee e convinzioni personali, è giustificabile come una rivalità personale con il leader del partito di appartenenza, oppure è visto come un tradimento di questi.
Il trasformismo è favorito dalle Costituzioni moderne che conferiscono piena libertà morale ai parlamentari eletti, i quali hanno un patto di fiducia politica con l'elettorato, scevro di diritti e doveri, nessun mandato imperativo verso il proprio collegio elettorale. Hanno un obbligo puramente morale, non giuridico, e una volta eletti hanno piena indipendenza di opinioni e di condotta e, dal punto di vista della legge, non rappresentano altro che sé stessi.